# پریش لیوینگستون (لوئیزیانا)
لیوینگستون پریش (به انگلیسی: Livingston Parish) یک قصبه در ایالات متحده آمریکا است که در لوئیزیانا واقع شده‌است.

## خصوصیات
لیوینگستون پریش ۱٬۸۲۰٫۷۷ کیلومترمربع مساحت دارد.